# Wereldkampioenschappen schoonspringen 2009 – driemeterplank vrouwen
Het Wereldkampioenschap op de 3 meter plank voor vrouwen werd gehouden op 20 juli, voorronde en halve finale, en 21 juli 2009, finale, in Rome, Italië. De eerste 18 uit de voorronde kwalificeerden zich voor de halve finale, de eerste 12 uit de halve finale kwalificeerden zich voor de finale. Titelverdedigster was de Chinese Guo Jingjing.

## Uitslagen

### Voorronde
| Rang | Naam                       | Nationaliteit       | Score  | Bijz. |
| ---- | -------------------------- | ------------------- | ------ | ----- |
| 1    | Guo Jingjing               | China               | 377.55 | Q     |
| 2    | He Zi                      | China               | 341.40 | Q     |
| 3    | Tania Cognotto             | Italië              | 321.90 | Q     |
| 4    | Christina Loukas           | Verenigde Staten    | 315.15 | Q     |
| 5    | Laura Sanchez              | Mexico              | 308.90 | Q     |
| 6    | Katja Dieckow              | Duitsland           | 294.70 | Q     |
| 7    | Anastasia Pozdniakova      | Rusland             | 294.15 | Q     |
| 8    | Sharleen Stratton          | Australië           | 291.70 | Q     |
| 9    | Emilie Heymans             | Canada              | 289.20 | Q     |
| 10   | Jennifer Abel              | Canada              | 288.50 | Q     |
| 11   | Olena Fedorova             | Oekraïne            | 282.70 | Q     |
| 12   | Rebecca Gallantree         | Verenigd Koninkrijk | 274.70 | Q     |
| 13   | Francesca Dallape          | Italië              | 272.25 | Q     |
| 14   | Briony Cole                | Australië           | 266.40 | Q     |
| 15   | En-Tien Huang              | Chinees Taipei      | 263.10 | Q     |
| 16   | Ariel Rittenhouse          | Verenigde Staten    | 262.70 | Q     |
| 17   | Paola Espinosa             | Mexico              | 260.90 | Q     |
| 18   | Diana Isabel Pineda Zuleta | Colombia            | 258.95 | Q     |
| 19   | Raisa Geurtsen             | Nederland           | 256.55 |       |
| 20   | Anna Pysmenska             | Oekraïne            | 255.45 |       |
| 21   | Sayaka Shibusawa           | Japan               | 252.40 |       |
| 22   | Leong Mun Yee              | Maleisië            | 249.10 |       |
| 23   | Piroska Flóra Gondos       | Hongarije           | 247.25 |       |
| 24   | Villo Gyongyver Kormos     | Hongarije           | 246.75 |       |
| 25   | Veronika Kratochwil        | Oostenrijk          | 246.20 |       |
| 26   | Uschi Freitag              | Duitsland           | 237.30 |       |
| 27   | Leyre Eizaguirre           | Spanje              | 218.70 |       |
| 28   | Choi Sut Ian               | Macau               | 206.90 |       |
| 29   | Lei Sio I                  | Macau               | 192.30 |       |
| 30   | Sari Ambarwati Suprihatin  | Indonesië           | 155.55 |       |
| 31   | Marija Ivezic              | Servië              | 148.35 |       |

### Halve finale
| Rang | Naam                       | Nationaliteit       | Score  | Bijz. |
| ---- | -------------------------- | ------------------- | ------ | ----- |
| 1    | Guo Jingjing               | China               | 377.55 | Q     |
| 2    | Jennifer Abel              | Canada              | 368.10 | Q     |
| 3    | He Zi                      | China               | 351.45 | Q     |
| 4    | Tania Cognotto             | Italië              | 334.65 | Q     |
| 5    | Christina Loukas           | Verenigde Staten    | 318.30 | Q     |
| 6    | Briony Cole                | Australië           | 317.30 | Q     |
| 7    | Sharleen Stratton          | Australië           | 314.35 | Q     |
| 8    | Anastasia Pozdniakova      | Rusland             | 310.95 | Q     |
| 9    | Laura Sanchez              | Mexico              | 310.50 | Q     |
| 10   | Emilie Heymans             | Canada              | 310.30 | Q     |
| 11   | Katja Dieckow              | Duitsland           | 305.40 | Q     |
| 12   | Ariel Rittenhouse          | Verenigde Staten    | 300.45 | Q     |
| 13   | Paola Espinosa             | Mexico              | 292.80 |       |
| 14   | Olena Fedorova             | Oekraïne            | 276.15 |       |
| 15   | Rebecca Gallantree         | Verenigd Koninkrijk | 271.80 |       |
| 16   | Francesca Dallape          | Italië              | 269.85 |       |
| 17   | En-Tien Huang              | Chinees Taipei      | 252.40 |       |
| 18   | Diana Isabel Pineda Zuleta | Colombia            | 229.20 |       |

### Finale
| Rang   | Naam                  | Nationaliteit    | Score  |
| ------ | --------------------- | ---------------- | ------ |
| Goud   | Guo Jingjing          | China            | 388.20 |
| Zilver | Emilie Heymans        | Canada           | 346.45 |
| Brons  | Tania Cagnotto        | Italië           | 341.25 |
| 4      | He Zi                 | China            | 336.65 |
| 5      | Ariel Rittenhouse     | Verenigde Staten | 335.10 |
| 6      | Sharleen Stratton     | Australië        | 327.75 |
| 7      | Anastasia Pozdniakova | Rusland          | 320.65 |
| 8      | Christina Loukas      | Verenigde Staten | 320.20 |
| 9      | Briony Cole           | Australië        | 311.50 |
| 10     | Laura Sánchez         | Mexico           | 300.60 |
| 11     | Jennifer Abel         | Canada           | 265.55 |
| 12     | Katja Dieckow         | Duitsland        | 252.30 |